# Ginny Weasley
Ginny Weasley (rođena 11. kolovoza 1981.) najmlađe je dijete u obitelji Weasley te ujedno jedino žensko dijete rođeno u toj obitelji u posljednjih nekoliko generacija. Kao i svi Weasleyjevi prepoznatljiva je po svojoj vatrenocrvenoj kosi i pjegicama. 
Dok je bila mlađa, bila je zaljubljena u Harryja Pottera te bi u njegovoj prisutnosti uvijek zanijemila i pocrvenjela. Nesretna tako zbog neuzvraćene ljubavi te zbog zadirkivanja njene braće ona se počinje povjeravati dnevniku koji je pronašla u svojoj rabljenoj zbirci iz preobrazbe, misleći da ga je netko tamo zaboravio, dok joj ga je tamo zapravo podmetnuo Lucius Malfoy. I što mu se ona više povjeravala to je više padala pod utjecaj tog dnevnika koji je zapravo bio jedan od Voldemortovih horkruksa, i tako ju je na kraju 16-godišnji Tom Riddle tj. Voldemort na kraju potpuno opsjeo. Na njegov nagovor otvara Odaju tajni te pomoću baziliska napada učenike bezjačkog podrijetla. Na posljetku je Voldemort iskorištava kao mamac za Harryja Pottera, koji zajedno s Ronom i profesorom Lockhartom dolazi spasiti Ginny, i u tome na kraju uspijeva usput uništivši Riddleov dnevnik.
Nakon Odaje tajni Ginny se još više zaljubljuje u Harryja jer joj je on ipak spasio život. No zahvaljujući savjetu Hermione Granger, polako se počinje opuštati te izlaziti s drugim dečkima, te ju je tako Harry počeo gledati u sasvim drugom svijetlu i na posljetku se zaljubio u nju. Nažalost, nakon Dumbledoreove smrti prekida s njom bojeći se da bi je Voldemort ponovo mogao iskoristiti kako bi došao do njega, kao što je to već jednom učinio.
Na svojoj petoj godini Ginny postaje dio gryffindorskog metlobojskog tima kao tragač, pošto je Harryju Umbridgeica doživotno zabranila igranje metloboja, a u šestoj godini postaje lovac. Sva njezina braća su bila zapanjena njezinim talentom za metloboj pošto joj oni nikad nisu dopuštali da igra s njim. No ona je, kao što kasnije saznaju, od svoje šeste godine provaljivala u šupu u kojoj su njezina braća držala metle te letjela na njima.
Pametna je i inteligentna vještica, poznata po svom uroku bala šišmišica (kojim je uspjela impresionirati Slughorna) i zbog toga joj se nitko ne usudi zamjeriti. Kao član D.A. sudjelovala je u bitci u Odjelu Tajni zajedno s Harryjem, Hermionom, Ronom, Nevilleom i Lunom, no srećom prošla je bez nekih težih ozljeda (slomljeni gležanj).
Ginny je inače po naravi prilično temperamentna (te ponekad pomalo zastrašujuće podsjeća na gospođu Weasley) i pričljiva, pa je zbog takvog karaktera vrlo popularna u Hogwartsu. Snalažljiva je i hrabra, pravi Gryffindor. Život sa šestero starije braće naučio ju je da se izbori za sebe, što joj dobro dolazi u raznim situacijama. Slična je Fredu i Georgeu po daru za pravljenje nevolja, samo na nju nitko nikad ne posumnja.
S braćom (a pogotovo Ronom) se uglavnom svađa jer oni na nju još gledaju kao da ima 5 godina (što nju beskrajno iritira) i smatraju da je premlada da bi imala dečka. Na posljetku ipak bude po njezinom.
U filmu je glumi Bonnie Wright. 
U sedmoj knjizi Ginny Harryju za rođendan poklanja poljubac koji bi ga trebao posjetiti na nju u najtežim trenutcima.  
U epilogu se Ginny udala za Harryja i imaju troje djece: Jamesa Siriusa, Lily Lunu i Albusa Severusa. 
J.K. Rowling je nakon izdavanja knjige objavila da je Ginny neko je vrijeme igrala metloboj za Harpije iz Holyheada, a zatim je ostavila sportsku karijeru zbog braka i obitelji s Harryjem. Postala je glavni dopisnik za metloboj u Dnevnom proroku. 